# Yoritsune Kujō
Yoritsune Kujō (jap. 九条頼経 Kujō Yoritsune; ur. 12 lutego 1218, zm. 1 września 1256) – dziesiąty siogun w historii i czwarty siogunatu Kamakura. Jego ojcem był kampaku Michi’ie Kujō, a babką kuzynka sioguna Yoritomo Minamoto.

## Życie
Urodził się w roku „Tygrysa”, miesiącu „Tygrysa” i dniu „Tygrysa”, według kalendarza chińskiego. Nazwano go więc Mitora (jap. 三寅  Mitora; Potrójny Tygrys).
Yoritsune został wybrany na nowego sioguna przez klan Hōjō jeszcze jako dziecko w 1226 r. Sanetomo Minamoto, poprzedni siogun, został zamordowany w 1219 r. nie pozostawiając potomka i na nim skończyła się w linia Minamoto. Przez siedem lat władza pozostawała w rękach wdowy po pierwszym siogunie z Kamakury, Masako i shikkenie, Yoshitakim, którzy w końcu doszli do porozumienia. Yoritsune został wybrany, ponieważ jego babcia była kuzynką Yoritomo Minamoto, co umożliwiało ciągłość rodu Minamoto, a zarazem należał do rodziny Kujō powiązanej z jedną z pięciu linii klanu Fujiwara.
Yoritsune Kujō jest znany także jako Yoritsune Fujiwara ponieważ był członkiem wielkiego klanu Fujiwara.

## Wydarzenia z okresubakufuYoritsune
W wieku siedmiu lat, w 1226 roku, Yoritsume zostaje siogunem z powodu umowy politycznej między jego ojcem a regentem sioguna Yoshitoki Hōjō, stając się marionetką w rękach klanu Hōjō.
- 1225 (Karoku 1, 11 miesiąc): W Kamakura, Yoritsune przechodzi ceremonię zostania siogunem, ale rządy bakufu są w rękach regenta Yoshitoki Hōjō[1].
- 1226 (Karoku 2, 1 miesiąc): Cesarz Go-Horikawa nadaje Yoritsune pierwszą rangę piątej klasy na szczycie arystokratycznej hierarchii (dōjō kuge)[1].
- 1230 (Kangi 2, 12 miesiąc): Yoritsune żeni się z córką Yori'ie Minamoto. Jest ona starsza od niego o 15 lat.[2]
- 1231 (Kangi 3, 2nd month): Yoritsune otrzymuje drugą rangę, czwartej klasy w dōjō kuge[2].
- 1231 (Kangi 3, 3rd month): Yoritsune mianowany zostaje generałem lewego skrzydła armii cesarskiej[2].
- 1231 (Kangi 3, 4th month): Yoritsune otrzymuje pierwszą rangę, czwartej klasy w dōjō kuge[2].
- 1232 (Jōei 1, 2nd month): Yoritsune otrzymuje drugą rangę, trzeciej klasy w dōjō kuge[2].
- 1233 (Tenpuku 1, 1st month): Yoritsune przyznano tymczasowo tytuł Bliskiego Doradcy (jap. 中納言 Chūnagon)[3]
- 1234 (Bunryaku 1, 12th month): Yoritsune otrzymuje pierwszą rangę, trzeciej klasy w dōjō kuge[4].
- 1235 (Katei 1, 11th month): Yoritsune otrzymuje drugą rangę, drugiej klasy w dōjō kuge[4].
- 1236 (Katei 2, 7th month): Yoritsune otrzymuje pierwszą rangę, drugiej klasy w dōjō kuge[4].
- 1237 (Katei 3, 8th month): Yoritsune rozkazuje wybudować świątynię w Rokuhara części Miyako[4].
- 1244 (Kangen 2): Wiosną tego roku, wiele dziwnych znaków pojawiło się na niebie, powodując zmartwienie Yoritsune[5].
- 1244 (Kangen 2, 4 miesiąc): Syn Yoritsune, Yoritsugu, przeszedł ceremonię dojrzałości w wieku 6 lat. W tym samym miesiącu, Yoritsume prosi cesarza Go-Saga o przekazanie tytułu sioguna w ręce swego syna, Yoritsugu Kujō[5].
- 11 października 1245 (Kangen 3, 7 miesiąc): Yoshitsune zgala swoją głowę i zostaje mnichem buddyjskim[5].
- 1246 (Kangen 4, 7 miesiąc): Syn Yoritsune, teraz siogun Yoritsugu (który ma zaledwie 7 lat) żeni się z siostrą Tsunetoki Hōjō (która ma tylko 16 lat)[5].
- 1 września 1256 (Kōgen 1, 11 dzień 8 miesiąca): Yoritsune Kujō, znany też jako Yoritsune Fujiwara umiera w wieku 39 lat.

## ErybakufuYoritsune
- Karoku (1225–1227)
- Antei (1227–1229)
- Kangi (1229–1232)
- Jōei (1232–1233)
- Tenpuku (1233–1234)
- Bunryaku (1234–1235)
- Katei (1235–1238)
- Ryakunin (1238–1239)
- En’ō (1239–1240)
- Ninji (1240–1243)
- Kangen (1243–1247)